# Kjøpmannskjølen
Kjøpmannskjølen (nordsamiska: Noidiidčearru, "nåjdnäset") i Båtsfjords kommun inom Varangerhalvöns nationalpark, är ett kulturminnesområde där det finns en fångstanläggning för vildren med två inhägnader.

## Kulturminneområdet
På Varangerhalvön finns flera stora fångstanläggningar för vildren. De på Kjøpmannskjølen är byggda av sten och bestå av cirkelrunda inhägnader med kilometerlånga drivgärden. Gärdena består av rader med stenar med ytterst några meters mellanrum och sedan efter hand tätare placerade 
Inom området finns också fynd av förrådshus. Anläggningarna kan ha varit i bruk från äldre stenåldern, och skriftliga belägg visar att de varit använda fram till 1500-talet

## Tentativt världsarv
Sametinget i Norge föreslog 2012 att den norska regeringen skulle ta upp Várjjat siida på Norges tentativa lista för Unesco-märkta världsarv. Detta nya världsarv skulle bestå av Golleárri och tre andra för samisk kultur viktiga områden i Varanger:
- Mortensnes kulturminneområde i Nesseby kommun, ett område vid stranden till Varangerfjorden, som varit bebott under 10.000 år
- Gollevárri kulturminneområde i Tana kommun
- Gropbakkengen (nordsamiska: Ruovdenjunovta) i Nesseby kommun, en boplats med 89 härdar från omkring 4.000 för Kristus